# Mbanga (Mouanko)
Pour les articles homonymes, voir Mbanga (homonymie).
Mbanga est un village de la commune de Mouanko, dans le département de la Sanaga-Maritime et la région du Littoral au Cameroun. On y accède par la rive gauche de la Sanaga.

## Population
En 1967, Mbanga comptait 105 habitants, principalement Bakoko ou Yakalak.
Lors du recensement de 2005, 65 personnes ont été dénombrées dans le village.